# ISO 3166-2:BW
ISO 3166-2:BW és el subconjunt per a Botswana de l'estàndard ISO 3166-2, publicat per l'Organització Internacional per Estandardització (ISO) que defineix els codis de les principals subdivisions administratives.
Actualment per a Botswana, l'estàndard ISO 3166-2, està format per 10 districtes, 4 ciutats, i 2 ciutats.
Cada codi es compon de dues parts, separades per un guió. La primera part és BW, el codi ISO 3166-1 alfa-2 per a Botswana. La segona part són dues lletres.

## Codis actuals
Els noms de les subdivisions estan llistades segons l'ISO 3166-2 publicat per la "ISO 3166 Maintenance Agency" (ISO 3166/MA).
| Codi  | Nom de la subdivisió (ca) | Tipus de subdivisió |
| ----- | ------------------------- | ------------------- |
| BW-CE | Central                   | Districte           |
| BW-CH | Chobe                     | Districte           |
| BW-FR | Francistown               | Ciutat              |
| BW-GA | Gaborone                  | Ciutat              |
| BW-GH | Ghanzi                    | Districte           |
| BW-JW | Jwaneng                   | Ciutat              |
| BW-KG | Kgalagadi                 | Districte           |
| BW-KL | Kgatleng                  | Districte           |
| BW-KW | Kweneng                   | Districte           |
| BW-LO | Lobatse                   | Ciutat              |
| BW-NE | Nord-est                  | Districte           |
| BW-NW | Nord-oest                 | Districte           |
| BW-SP | Selibe Phikwe             | Ciutat              |
| BW-SE | Sud-est                   | Districte           |
| BW-SO | Sud                       | Districte           |
| BW-ST | Sowa                      | Ciutat              |